# Aulocyathus atlanticus
Espèce
Statut CITES
Aulocyathus atlanticus est une espèce de coraux appartenant à la famille des Caryophylliidae.